# Barichneumon albignator
Barichneumon albignator là một loài tò vò trong họ Ichneumonidae.